# لاگندورف
لاگندورف (به آلمانی: Lagendorf) یک منطقهٔ مسکونی در آلمان است که در دهره واقع شده‌است.
 لاگندورف  ۴۹۰ نفر جمعیت دارد.